# 渡辺謙作
渡辺 謙作（わたなべ けんさく、1971年1月26日 - ）は日本の映画監督、脚本家、俳優。福島県出身。

## 来歴
1990年、荒戸源次郎事務所に入り、1991年に映画「夢二」で助監督を務め、鈴木清順に師事する。1998年、「プープーの物語」で映画監督・脚本家デビューする。2001年に乾朔太郎の名義で映画「波」「ピストルオペラ」に主演するなど、俳優活動も行っている。
2014年、映画「舟を編む」で第37回日本アカデミー賞最優秀脚本賞を受賞。

## 監督・脚本・演出

### 映画
- プープーの物語（1998年） - 監督・脚本
- ちんちろまい（2000年） - 監督
- ラブドガン（2004年） - 監督・脚本
- ソースの小壜（2006年） - 監督
- となり町戦争（2007年） - 監督・脚本
- フレフレ少女（2008年） - 監督
- 舟を編む（2013年、監督：石井裕也） - 脚本
- エミアビのはじまりとはじまり（2016年） - 監督・脚本
- プリズン13（2019年） - 監督・脚本
- はい、泳げません（2022年） - 監督・脚本

### テレビドラマ・番組
- 女と男と物語 パートII エピソード9「白い夜顔」（2003年、朝日放送） - 監督・脚本
- 時々迷々 第4・5・26・37・48・56回（2009年 - 2012年、NHK教育） - 脚本
- 石の繭 殺人分析班（2015年、WOWOW） - 脚本

### PV
- Rock’in ICHIRO & Boogie Woogie Swing Boys『FallenLeaves』
- 蝉時雨『兎と亀』
- 浜辺シゲキ『ローラ』

## 出演

### 映画
- 流星（1998年、監督：山仲充浩）
- 波（2001年、監督：奥原浩志） - ケンサク 役 ※乾朔太郎名義[4]
- ピストルオペラ（2001年、監督：鈴木清順） - ダンスホールの男 役 ※乾朔太郎名義
- 赤目四十八瀧心中未遂（2003年、監督：荒戸源次郎） - 三白眼 役
- ゲゲゲの女房（2010年、監督：鈴木卓爾） - 新田義夫 役
- 真夜中からとびうつれ（2011年、監督：横浜聡子）
- good-bye（2015年、監督：羽生敏博）
- 菊とギロチン（2018年、監督：瀬々敬久） - 水島 役

### テレビドラマ
- 薄桜記（2012年、NHK BSプレミアム） - 高田郡兵衛 役

### ゲーム
- es（2001年、ドリームキャスト） - ボールペンの男 役